# Winston Reid
Winston Wiremu Reid (North Shore, Auckland, 3. srpnja 1988.) bivši je dansko-novozelandski nogometaš koji je igrao na poziciji središnjeg braniča. Rođen je na Novom Zelandu, ali se s 10 godina preselio u Dansku, čije je državljanstvo stekao 2006. godine.

## Reprezentacija
Nastupao je za danske juniorske reprezentacije, ali je želio igrati za Novi Zeland i trener Herbert ga je pozvao na Svjetsko prvenstvo 2010. s reprezentacijom. Na prvenstvu, proslavio se pogotkom u uvodnoj utakmici protiv Slovačke.

## Vanjske poveznice
- Profil, FC Midtjylland
- Profil  Arhivirana inačica izvorne stranice od 3. svibnja 2020. (Wayback Machine), DBU – Danska reprezentacija
- Statistika  Arhivirana inačica izvorne stranice od 9. ožujka 2007. (Wayback Machine), Danmarks Radio